# سوشال هیل (آرکانزاس)
سوشال هیل (به انگلیسی: Social Hill) یک منطقهٔ مسکونی در ایالات متحده آمریکا است که در هات اسپرینگ، آرکانزاس واقع شده‌است. سوشال هیل ۱۰۴٫۸۵ متر بالاتر از سطح دریا واقع شده‌است.